# Relationer mellan Tyskland och Uzbekistan
Relationer mellan Tyskland och Uzbekistan började på diplomatisk nivå 6 mars 1992, efter att Tyskland erkänt Uzbekistans självständighet 31 december 1991. Uzbekistan har en ambassad i Berlin, och Tyskland har en ambassad i Tasjkent.
År 2014 var Tyskland Uzbekistans sjätte största handelspartner, efter Ryssland, Kina, Kazakstan, Sydkorea och Turkiet. Handeln med Tyskland stod för 2,4% av all utrikeshandel.
Sedan 1992 har Tyskland gett över 320 miljoner euro till tekniska och finansiella samarbetsprojekt med Uzbekistan.
Det finns ett Goethe-Institut i Tasjkent. I antalet tyskastuderanden är Uzbekistan på sjätte plats bland alla länder. Tyska är det näst populäraste främmande språket i Uzbekistan.
Uzbekistans president Islam Karimov har besökt Tyskland 1993, 1995 och 2001. Tysklands president Roman Herzog besökte Uzbekistan 1995, och Gerhard Schröder 2002.